# Dragan Kosić
Dragan Kosić (montenegrinisch-kyrillisch Драган Косић; * 15. Februar 1970) ist ein montenegrinischer Schachspieler und -trainer.

## Erfolge
1998 teilte er sich beim Open im kanadischen North Bay den Sieg mit Sergey Kudrin, Alexander Ivanov, Jesús Nogueiras und Dimitri Tyomkin. Im Juni 2002 gewann er das 20. Internationale Open in Novi Bečej, im April 2007 das internationale Open Sozina 2007 in der montenegrinischen Stadt Bar und im August 2009 das Ilindan-Turnier in Stara Pazova vor Peter Michalík.
Für Nationalmannschaften spielte Dragan Kosić bei acht Schacholympiaden mit einem Gesamtergebnis von 42,5 Punkten aus 70 Partien (+32 =21 −17): 1990 für Jugoslawien C, 1996 für Jugoslawien, 2004 und 2006 für Serbien und Montenegro sowie 2008, 2010, 2012 und 2014 für Montenegro. Auch bei Mannschaftseuropameisterschaften hat er mit 22 Punkten aus 40 Partien ein positives Ergebnis aus seinen Teilnahmen 1992, 1999, 2007, 2009, 2011 und 2013. Bei der Balkaniade erhielt er 1994 in Warna für Jugoslawien am vierten Brett spielend eine individuelle Goldmedaille für sein Ergebnis von 4 Punkten aus 5 Partien.
Vereinsschach spielte er bei den European Club Cups 1999 für den ŠK Podgorica, 2002 für den HŠK Sarajevo und 2005 wieder für den ŠK Podgorica. Er spielte auch in serbischen (für den ŠK Novi Banovci), griechischen, bosnischen (für den HŠK Napredak Sarajevo), kroatischen (für den Šk Junior Rijeka), montenegrinischen (für Cetinje), mazedonischen (für BM Kisela Voda Skopje) und ungarischen (für MLTC, in der Saison 2015/16 für Hűvösvölgyi Sakkiskola Sport Club und in der Saison 2019/20 für Duocor-Makói SVSE) Mannschaftsmeisterschaften.
Den Titel Internationaler Meister erhielt er 1987, Großmeister ist er seit 1995. Seit 2005 ist er FIDE-Trainer. Im Februar 2015 liegt er hinter Nikola Đukić und Dragiša Blagojević auf dem dritten Platz der montenegrinischen Elo-Rangliste.
| Die zur Anzeige dieser Grafik verwendete Erweiterung wurde dauerhaft deaktiviert. Wir arbeiten aktuell daran, diese und weitere betroffene Grafiken auf ein neues Format umzustellen. (Mehr dazu) |